# Lycochoriolaus angustisternis
Lycochoriolaus angustisternis là một loài bọ cánh cứng trong họ Cerambycidae.